# デ・ハビランド モスキート
DH.98 モスキート
飛行するモスキート F Mk.II DD739号機
(豪空軍第456飛行隊所属、1943年撮影)
- 用途：爆撃機、夜間戦闘機、戦闘爆撃機、偵察機
- 分類：爆撃機
- 設計者：ロナルド・エリック・ビショップ
- 製造者：デ・ハビランド・エアクラフト社
- 運用者

  -  イギリス（イギリス空軍）
  -  オーストラリア（オーストラリア空軍）
  -  カナダ（カナダ空軍）
  -  ニュージーランド（ニュージーランド空軍）
  -  アメリカ合衆国（アメリカ陸軍航空隊）
  -  イスラエル（イスラエル空軍）
  -  中華民国（中華民国空軍）
- 初飛行：1940年11月25日
- 生産数：7,781機(6,439機がイギリスで生産され、1,342機はカナダとオーストラリアで生産された[1]。)
- 生産開始：1940年
- 運用開始：1941年
- 退役：1956年

デ・ハビランド DH.98 モスキート（de Havilland DH.98 Mosquito ）は、第二次世界大戦中、イギリスのデ・ハビランド・エアクラフト社が開発し、主にイギリス空軍で運用されたレシプロエンジン双発複座軍用機。
爆撃機、偵察機、夜間戦闘機、戦闘爆撃機など多くの任務で活躍し、機体が木製であったことから「The Wooden Wonder（木の驚異）」と呼ばれた。
モスキートとは、英語で蚊の意味。

## 概要
モスキートはマーリンエンジンを両翼に1基ずつ搭載した双発機であり、コクピットには操縦士と航法士が並んで座る並列複座機であった。
エンジンやプロペラなどを除き、ほとんどの部位が木製であったことが特徴的であった。当時は金属製の軍用機が主流であり、当時としても時代遅れと見なされていたが、生産にあたって家具など木工分野の工場も動員できる利点があった。また、木製のボディには、表面を平滑にでき空気抵抗では金属製よりも優れていること、レーダーに察知されにくい特性がある（ステルス機）という利点があった。
3つの異なる種類の試作機が製作され、爆撃機の試作であるW4050は1940年11月25日に初飛行を行い、それに続いて1941年5月15日に夜間戦闘機型、同年6月10日に写真偵察機型が初飛行を行った。その他にも戦術爆撃機、先導機（パスファインダー）、昼間及び夜間戦闘機、攻撃機、写真偵察機など幅広い任務に投入された。

## 開発史
1930年代から、デ・ハビランド社はDH.88 コメットやDH.91 アルバトロスなどで合成木材を使った高速機の開発に実績があった。イギリス航空省（Air Ministry）と新型爆撃機開発の指名を受けて契約したが、これまでデ・ハビランドは長い間航空省と契約を結んでいなかった。航空機業界からの圧力と鉄とアルミニウムが不足している際、使用されていない家具業界の資源とデ・ハビランド社の技術力を利用した木製の航空機が有用であると構想の屋台骨は決まったが、公式な方向性と釣り合わないと考えられた。

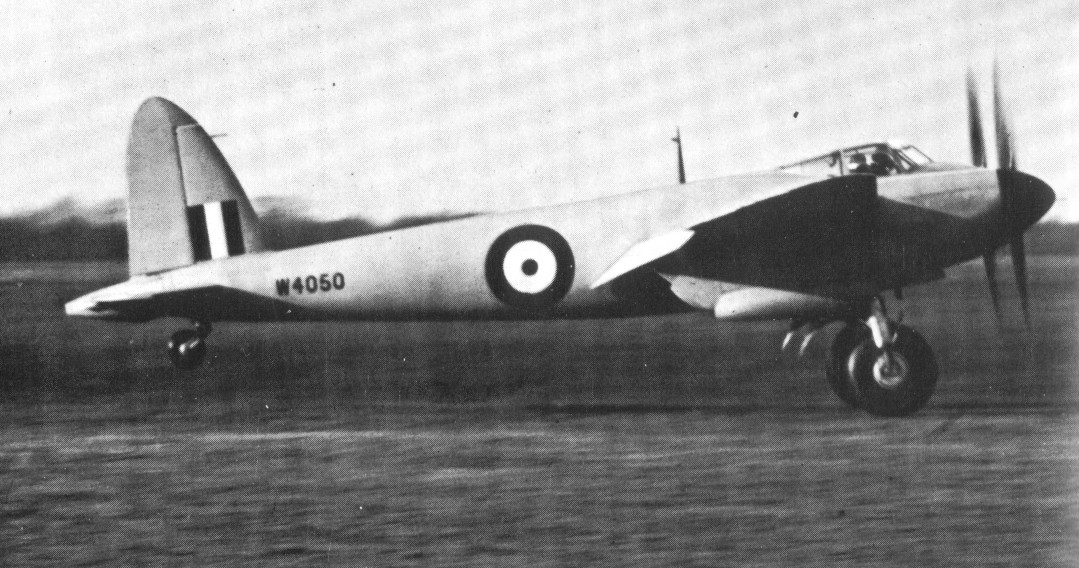
モスキートの試作機。

設計主任にロナルド・ビショップを据え、DH.91 アルバトロスを基に3箇所の機関銃砲塔と機関銃要員6名でマーリンエンジン2基を搭載したが、この設計では平凡な性能しか発揮しなかった。設計構想を何度かやり直し、エンジンを3基にする案もあったが、研究していくうちにまったく別の方向性に気づいた。それは、必要のない重量がかさむものを全て取り除くことであった。機関銃砲塔を1つ1つ撤去していくうちに、性能は次第に改善されていき、防御火器を必要としないほど高速ではないかと理解されるに至った。この結果、小型エンジン2基と乗員2名で機体の特徴が高速であること以外に何もない爆撃機が考え出された。それでも、1,000ポンド (454kg) 爆弾を搭載し、2,500kmの距離を650km/hで飛行できる性能だと算出された。
1938年の10月、航空省は木製で武装を持たない爆撃機に疑問を拭いきれずこの構想を却下した。それと同時にデ・ハビランドに対して既存の爆撃機製造を持ちかけたが、デ・ハビランドはこの構想に不安な点はなく、自社で開発を続けることを決意した。ウィルフリッド・フリーマン空軍大将の支持を得るに至って、1940年3月1日に試作機のB.1/40を含む50機が発注された。
設計と試作機の製造はすぐ開始されたが、ダンケルク撤退の後、イギリス空軍で戦闘機の不足が緊急課題となっていたため既存の航空機を生産するようキャンセルされてしまった。7月には作業を再開できるようになったが、航空省は先の50機のうち爆撃機20機と重戦闘機30機に変更した。これに加え、飛行に必要ないものを全て取り除いた専門の写真偵察機も試作するよう注文された。

### 爆撃機型

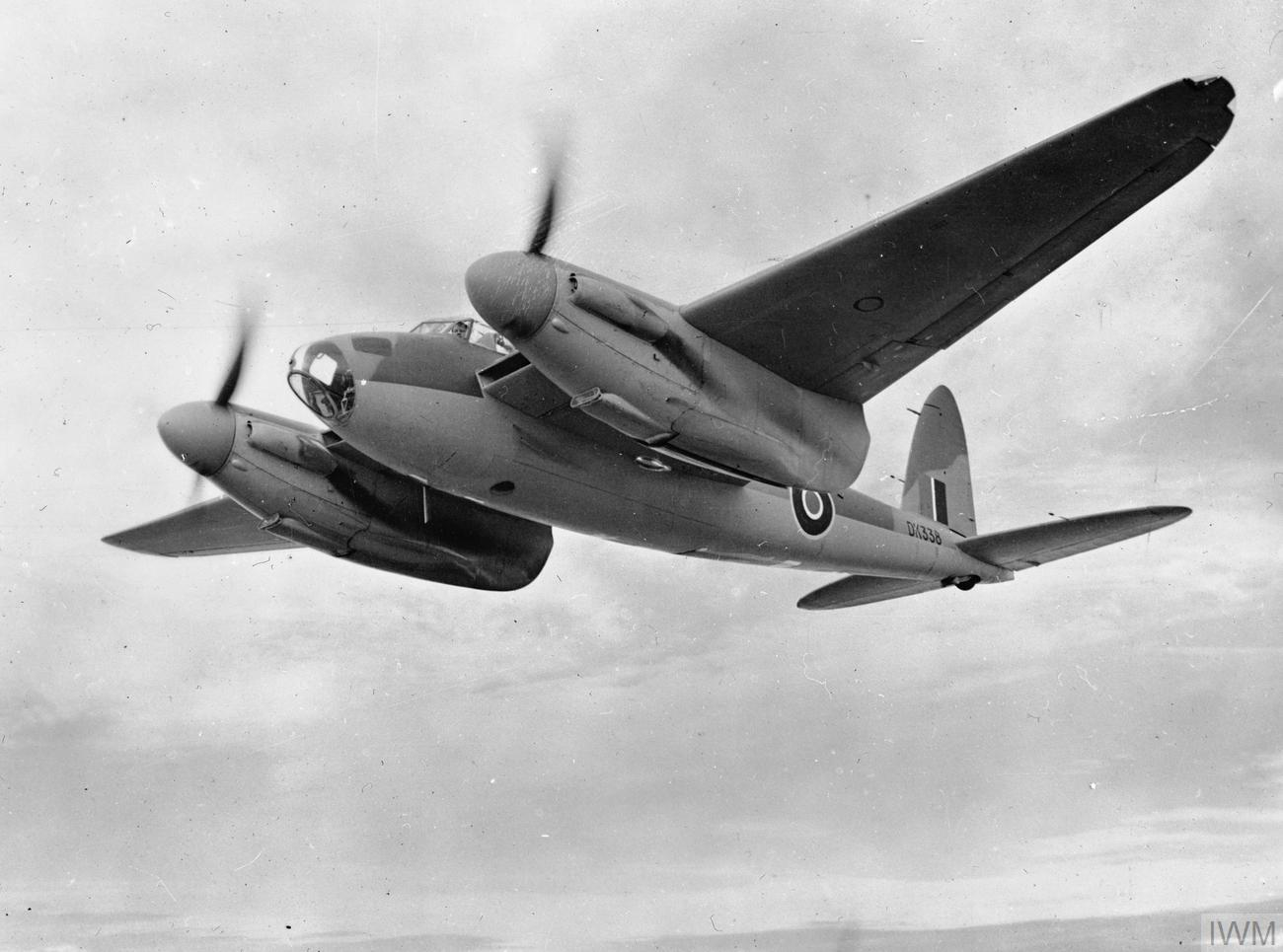
第105飛行隊のモスキート B Mk IV シリーズ 2

試作機を製造している間、バトル・オブ・ブリテンの激戦化で工場の稼働率は75%に落ち込んでいたが、最初の発注からわずか10か月後の1940年11月19日に昼間爆撃機型の試作機がロールアウトした。11月25日には初飛行を行った。
爆撃機型はB Mk. IVの基礎となり、B Mk. IVは227kg（500ポンド）爆弾を胴体内爆弾倉に4個搭載することができた。両翼のハードポイント（パイロン）には増槽（燃料タンク）か227kg爆弾のいずれかを2つ搭載できた。B Mk. IVは1942年5月に第105飛行隊へ引き渡された。

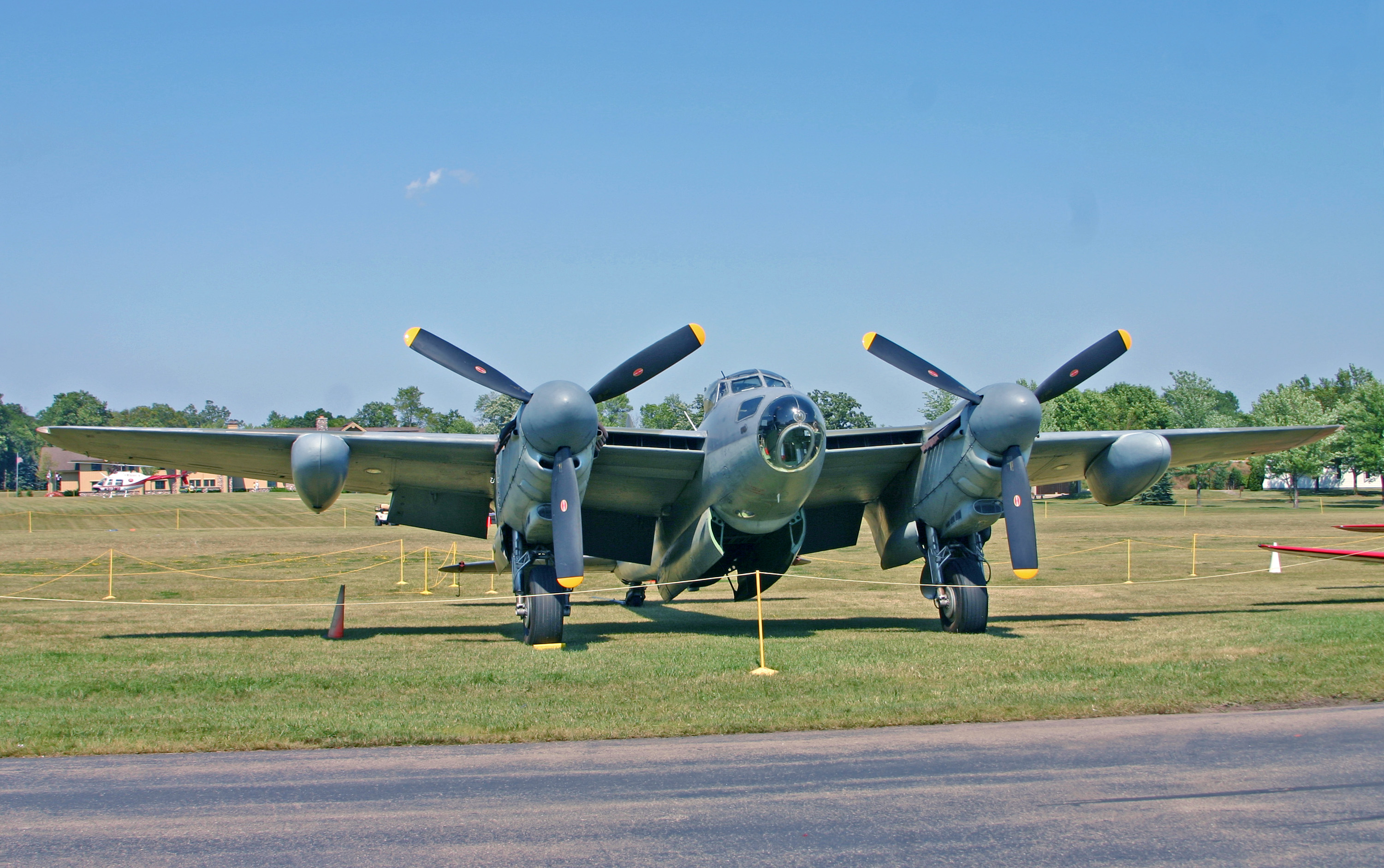
モスキート B Mk 35

高高度爆撃機はMk. IXであったが、爆撃機として最も多数生産されたのはMk. XVIであり、約1,200機が生産された。爆撃機型のモスキートは4,000ポンド（1,816kg）爆弾を爆弾倉に搭載できるようにまでなり、ブロックバスター爆撃機と呼ばれる。（ただし 500 lb 爆弾を6発格納できるアブロ製輸送機用の爆弾倉で拡張する必要があった。）モスキートはパスファインダー・フォース（嚮導飛行隊、PF）に配備され、夜間戦略爆撃の目標に目印（クリスマスツリー）をつける役（パスファインダー）を演じ、当初から損耗率は高かったが他の航空機で同じ任務を実行した際の損耗率と比べれば最も低く、モスキートは大戦終結まで投入された。
メッサーシュミット Me262が配備されるまで、モスキートの爆撃に対抗するドイツ空軍の試みは成功しなかった。さらにドイツでも開発されていた高速爆撃機のコンセプトをさらに優れた形で実現させていることに注視した。

### 戦闘機型

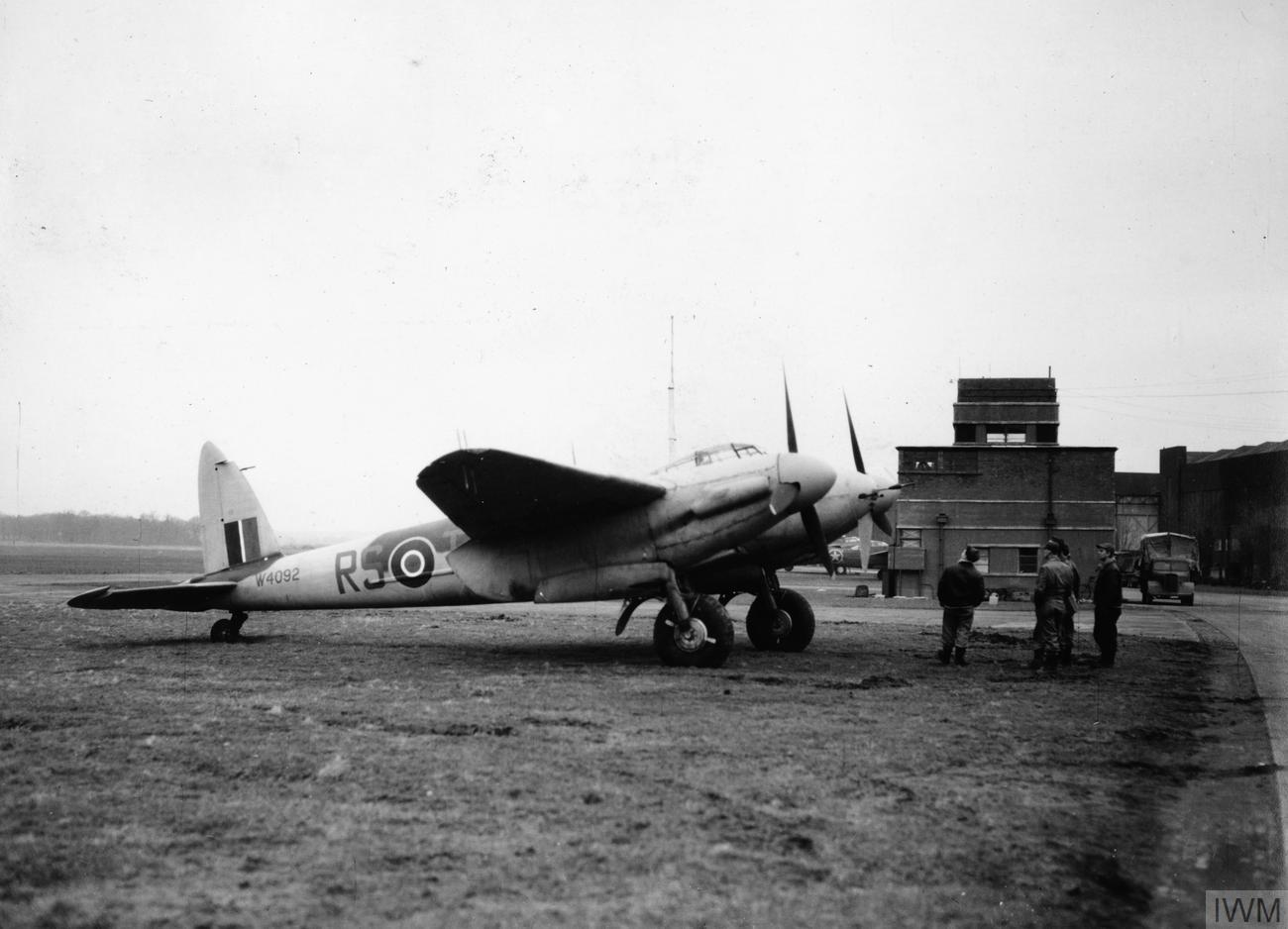
モスキート NF Mk II

最初の戦闘機型の試作機（Mk II）は1941年5月15日に初飛行を行った。これを基に戦闘機型が設計され、F Mk IIとして生産された。胴体下にイスパノ 20 mm 機関砲4門と機首にブローニング 7.7mm 機関銃4門を装備した。爆撃機型と違って搭乗するドアの位置を胴体横に変更し、フロントガラスも改装され、防弾パネルが設けられている。
最初の夜間戦闘機型はNF Mk. IIであり、1942年1月に第157飛行隊にダグラス ハヴォックの代替として投入されたのを皮切りに466機が生産された。これはイスパノ 20 mm 機関砲4門を機体下前方に、加えてブローニング 7.7 mm 機銃4挺とAI Mk.IV機上レーダーを機首に搭載していた。
これらの夜間戦闘機の成功と、レーダーの存在を秘匿する必要から「猫目の」ジョン・カニンガムに関して「彼と他のパイロットたちはニンジンを食べることで驚くほど鋭敏な夜間視力を得ている」と言う風聞が流布された。これは、イギリス側がレーダー開発をドイツ側に秘匿する目的で偽りの情報を流したものである。

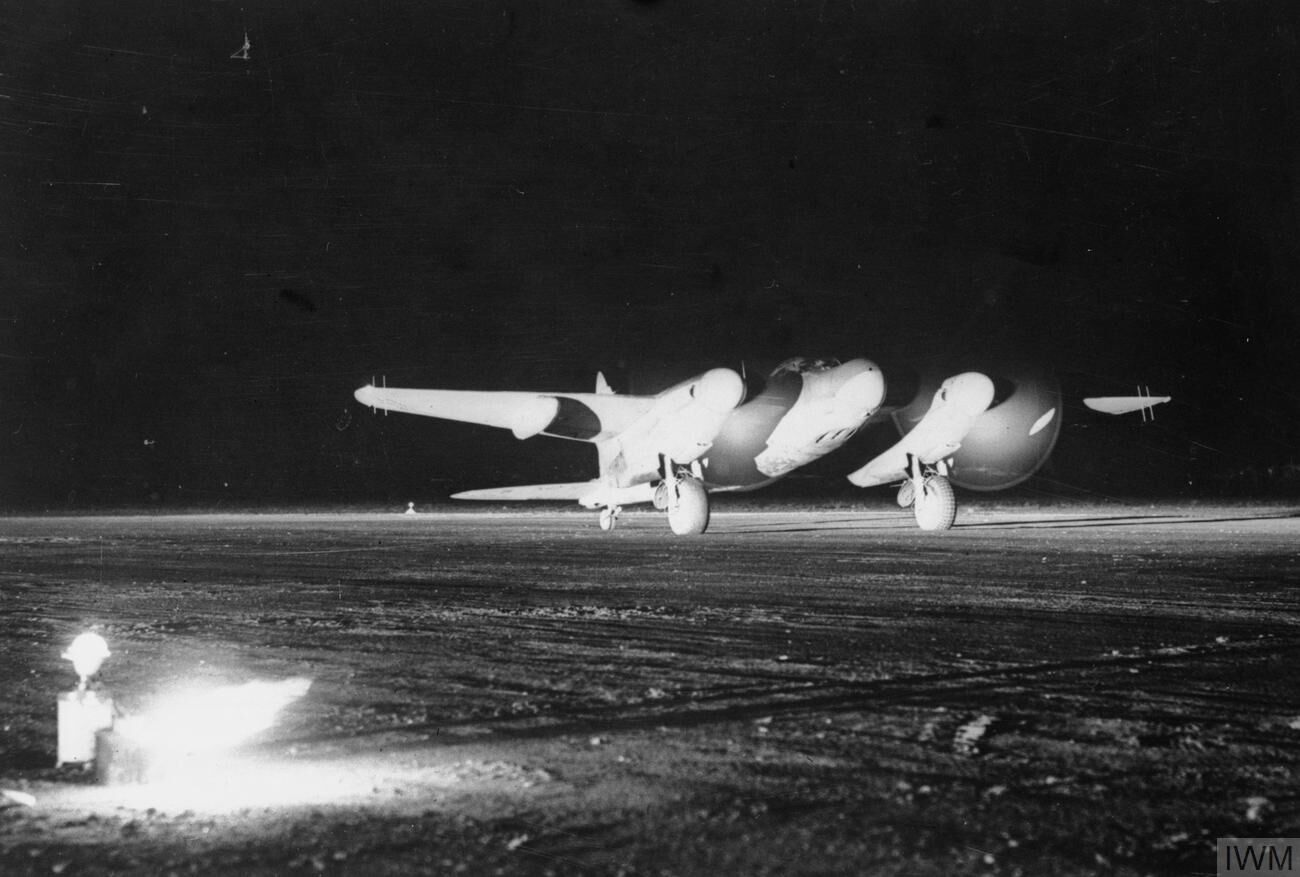
夜間離陸を行うNF Mk XIII

97機のNF Mk. IIは機上レーダーがAI Mk. VIIIに更新されNF Mk. XIIとなった。これと同性能のNF Mk. XIII 270機が生産されたが、これらは夜間戦闘時に発射炎が視力を奪ってしまうという理由から機首の機銃を撤去した。これとは別の夜間戦闘機型がMk. XV、Mk. XVII（Mk.IIからの更新型)、Mk. XIX、Mk. 30である。後期の3種はアメリカ製のAI Mk.X機上レーダーを装備した。戦後、夜間戦闘機型はマーリン113/114エンジン装備のNF Mk. 36と、イギリス製AI Mk. IX機上レーダーを装備したNF Mk. 38の2種が作られた。一方、モスキート夜間戦闘機の機上レーダーに捕捉されていることをドイツの夜間戦闘機乗員に警告するため、ドイツはNaxos ZRレーダー探知機を導入した。
イギリス空軍だけでなくアメリカ陸軍航空隊、オーストラリア空軍、カナダ空軍、ニュージーランド空軍、イスラエル空軍、さらにベルギー、ビルマ、中華民国、チェコスロバキア、フランス、ノルウェー、南アフリカ、ソビエト連邦、スウェーデン、トルコ、ユーゴスラビア、ドミニカ共和国でも運用された。なお、戦後になってアルゼンチンでは本機の設計を参考に空冷エンジンを積んだカルクィンを開発している。

### 写真偵察機型
最初の写真偵察機型の試作機は1941年6月10日に初飛行を行った。写真偵察機型はPR Mk. I モスキートの原型になり、1941年9月20日にPR Mk. Iがモスキートで初の任務に使用された。1機がフランス上空の昼間作戦に出て、Bf 109 3機の攻撃を受けたが、易々と7,010mの上空で敵機を飛び越えて逃れた。この偵察機には、武装は必要でなかった。
B Mk IVを写真偵察機に改造され、32機がPR Mk. IVとして運用されたが、PR Mk. VIIIを始め最初から写真偵察機として製造されている。
Me 262の実用化でモスキートの高速優位性は崩れてしまったが、主翼を延長、過給機を装備することで、高高度を高速で飛行できるPR Mk 32が開発された。高度12,800メートルで巡航できるPR Mk 32は要撃を回避できていたが、1944年12月にドイツの高高度戦闘機によって撃墜されてしまった。

### 戦闘爆撃機型
戦闘爆撃機型のFB Mk VIはモスキートの派生型で最多の2,718機が量産された。Mk IIを基に戦闘爆撃機型として設計され、1943年2月に初飛行を行った。爆弾倉には250ポンド（110kg）爆弾、あるいは500ポンド（230kg）爆弾のいずれかを2発、主翼下には1発ずつ搭載できた。1944年の前期には、イギリス空軍の沿岸軍団向けで対艦攻撃用に3インチ60ポンド（27kg）ロケット弾を8発搭載できるようにもなった。
FB Mk XVIIIは大口径砲を搭載し、ツェツェ（Tsetse）というあだ名がある。陸軍の6ポンド砲をセミ・オートマチック、あるいはフル・オートマチックで射撃できるように改造したモリンズ57mm6ポンドMクラス対戦車砲と7.7mm機関銃2門を搭載した。航空省は、このような航空機が有効利用できるわけがないと考えていたが、実際に配備してみるとこれまでのロケット弾を上回る対艦攻撃力を発揮した。問題は6ポンド砲の狙いをつけている間低速で飛行しなければならなかったので、逆に艦船の対空火器に狙われやすかった。これは、ロケット弾装備型の僚機が先行攻撃して敵の抵抗力をあらかじめ弱める、あるいは機首部に防弾装甲を装着することで対処できた。しかし、モリンズ砲に戦闘機動時の重力加速度や飛行中の揺動・振動による装填不良・作動不良が多発し、また6ポンド砲は艦船に対して威力不足で目立った戦果を挙げられなかったため、生産配備は少数にとどめられている。

### 貨客機型
1943年より英国海外航空（BOAC）は、スコットランドのルーカーズ空軍基地とスウェーデンのストックホルムを結ぶ路線に、FB Mk VIを改造した機体を投入した。この貨客型は、爆弾倉部分に改造を施し、1名の乗客と貨物を搭載できるようにしたものであった。
貨客型モスキートによる便は乗客だけでなく、ルーカーズからストックホルムへの往路では新聞や雑誌などの反ドイツ宣伝物を運び、ストックホルムからルーカーズへの復路ではスウェーデン製のボールベアリングを運んだ。1943年2月から、登録記号「G-AGGC」と「G-AGGF」の2機が就航したが、「G-AGGF」機は、1943年4月24日にスコットランドで墜落して失われた。他に、登録記号「G-AGFV」の機体も存在した。

## 戦歴

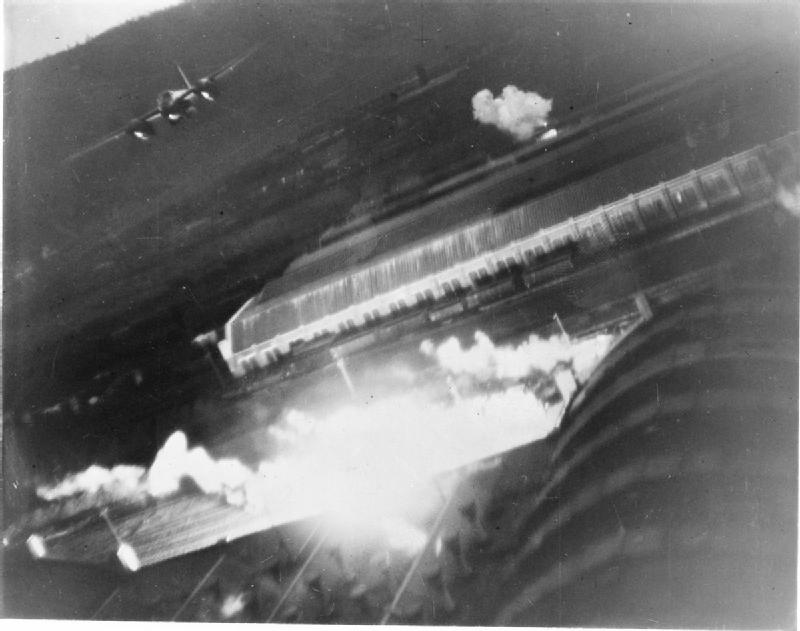
ベルギーの鉄道工房を爆撃するモスキート B Mk IV

モスキートは夜間軽攻撃部隊（LNSF；Light Night Striking Force）の主力機として最も使用され、正確な照準と航法で夜間高速爆撃を行った。モスキートの任務は大きく2つに分けられ、1つは重要度が高いものの、規模が小さく破壊が難しい施設を爆撃した。もう1つは味方の重爆撃機の空襲を掩護するため、チャフを散布して大規模空襲を装った。また重爆撃機部隊による空襲が予定されていない場合でも、ドイツ軍の防空部隊に休みを与えないよう夜間軽攻撃部隊が襲撃することもあった。
モスキートが投入された最も大胆な作戦は1944年2月18日のジェリコー作戦（Operation Jericho）であり、フランスのアミアン刑務所の壁と警備員の宿舎を爆撃し、レジスタンスのメンバーの脱出を助けた。ノルウェーのベルゲンにあったゲシュタポの司令部空襲では、低高度からの非常に精密な爆撃を必要としたが、囚人を解放して記録資料を焼き払った。4月11日にはハーグのゲシュタポ本部を攻撃し、また、1945年3月2日にはコペンハーゲンのゲシュタポ本部を攻撃した。
モスキートはパスファインダーとしても多くの爆撃作戦に参加した。それは、編隊爆撃で精密ではない広範囲な爆撃を行う重爆撃機のために非常に正確な位置に照明弾で目標を知らせることであった。爆撃機軍団に所属するモスキートは、28,000以上の作戦に参加し、投下した爆弾の総トン数は35,000tで、これらの過程で失われたモスキートは193機であった。しかしこの損耗率は0.7%に過ぎず、重爆撃機の方でも2.2%である。
モスキートは優れた搭載量と巡航速度による恩恵で、効率的な作戦行動ができた。例えば同じ爆撃機軍団のショート スターリングと一緒に4,000ポンド爆弾を搭載してドイツの空襲に向かった場合、スターリングが行って帰ってくるまでにモスキートは爆撃を終えて基地に戻って補給し、さらに2度目の爆撃を終えさせ、スターリングが着陸態勢に入るころにはすでに基地に着陸していた。
インドおよびビルマ方面に投入されたモスキートは、大日本帝国陸軍機のみならず高温多湿の気候が最大の敵となった。一部の機体を組み上げるのに使用したカゼイン系接着剤が劣化、ひび割れて機体外板が剥離して墜落事故をおこす、というものである。1944年11月に全機を飛行停止にして調査した結果、使用する接着材の種類に関係なく使用量が少なすぎる欠陥機も発見され、それらは直ちに廃棄処分された。また迷彩塗装を止め、太陽光を反射する銀色塗装に変更されたことで、主翼内の温度を15度下げることに成功している。もっとも、これにより低空飛行時の被発見率は高まってしまった。
第二次世界大戦後に国共内戦が勃発した中華民国では、劣勢の国民党軍が安価な対地攻撃機を大量に必要としており、1948年にカナダ製モスキート180機が導入されることになった。中国語で「蚊式機」や「蚊式轟炸機」と呼ばれたモスキートの能力は、戦時中から知られており期待されたが機体寿命の短い木製機の中古であり、しかも船積みで輸送中に海水や高温で機体やエンジンにダメージを受け、この段階で28機が使用不能となった。また一定以上の操縦技量も必要で、機体の不調や事故により実戦投入前に50機以上が失われてしまった。その後実戦投入されたものの、移動の多くを夜間に行うゲリラ的な共産党軍に対してはあまり活躍できず、最終的に少数が台湾に撤収し、残された機は廃棄された。
イスラエルでは1948年の第一次中東戦争（イスラエルにとっての独立戦争）で、イギリスから盗み出した1機のモスキート PR Mk.XVIを第103飛行隊に配備し、同じくイギリスから盗んだ4機のブリストル ボーファイターと共に戦闘爆撃機として運用した。独立後、イスラエルは総計約50機のモスキートを導入し、1951年7月に第109飛行隊 (ヴァレー・スコードロン)、1953年には第110飛行隊 (ナイツ・オブ・ザ・ノース)を編成し、ハツォール空軍基地での集中運用を行った。導入されたモスキートの多くは戦闘爆撃機型のFB Mk.VIで、少数の写真偵察型 PR Mk.XVI、および練習機型 T Mk.IIIも含まれていた。1955年にはイギリス海軍から退役した14機の雷撃機型 TR Mk.33が第110飛行隊に追加配備された。PR.16および写真偵察型に改造されたNF.30は第115飛行隊でも運用された。これらのモスキートは1956年の第二次中東戦争に投入された後、1957年にイスラエル空軍から退役した。

## 諸元

B Mk.XIXの三面図